# ألبرتو سانتوفيميو
ألبرتو رافائيل سانتوفيميو بوتيرو (بالإسبانية: Alberto Rafael Santofimio Botero)‏، (ولد في 17 يونيو 1942)، سياسي وعضو في الحزب الليبرالي الكولومبي. كان وزير العدل وترشح مرتين للرئاسة وعضوا في مجلس الشيوخ. وكان مؤكد للرئاسة في عام 1982، لكنه قرر أن يدعها لرئيسه ألفونسو لوبيز ميكلسين الذي كان رئيسا من عام 1974 إلى 1978. في العقد 1990، وشارك في حملة 8000 كرئيس للحزب الليبرالي في إدارة توليما حيث اتهم مكتب الحزب بتلقي أموال من شركات جزء من التحقيق من أجل دعم الحملة لرئاسةإرنستو سامبر لكولومبيا.